# Praia de Barreta
Barreta é uma praia localizada em Nísia Floresta, no estado do Rio Grande do Norte.